# عبد اللطيف (طاهي)
عبد اللطيف (بالإنجليزية: Abdul Latif)‏ هو طاهي باكستاني وبنغلاديشي، ولد في 15 ديسمبر 1954 في سيلهيت في بنغلاديش، وتوفي في 20 يناير 2008 في نيوكاسل أبون تاين في المملكة المتحدة بسبب نوبة قلبية.